# Joost Divendal

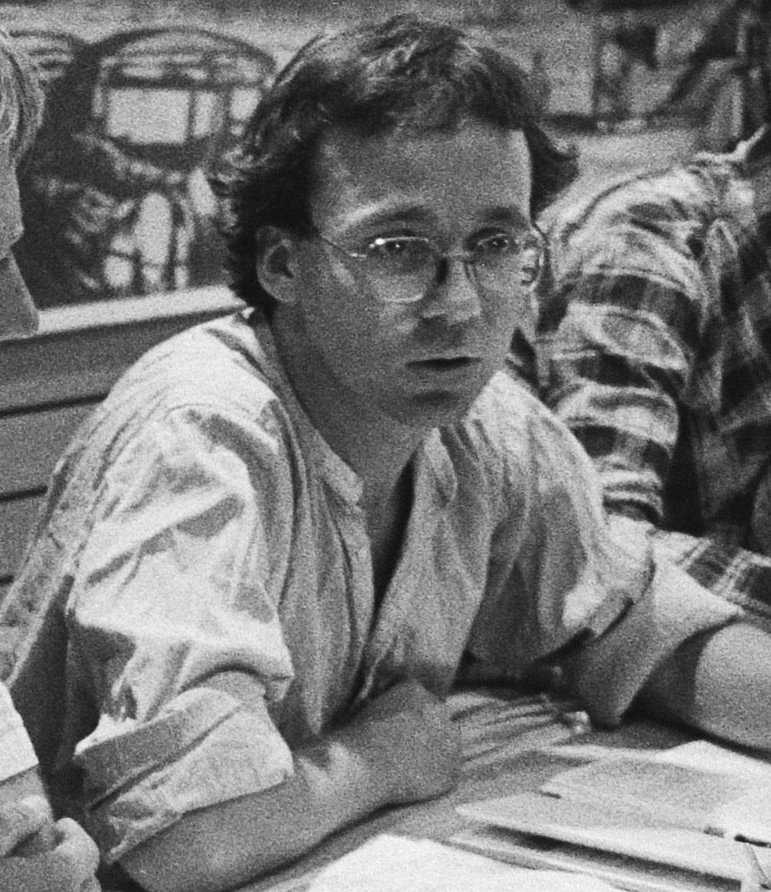
Joost Divendal (1983)

Joost Divendal (Heemstede, 9 april 1955 – Amsterdam, 21 mei 2010) was een Nederlands journalist en cultureel manager. Enkele weken na het aanvaarden van een nieuwe baan als directeur van De Nieuwe Liefde, het nog op te richten centrum van Huub Oosterhuis, werd er bij hem een ernstige ziekte geconstateerd waar hij vier maanden later aan is overleden.

## Biografie
Divendal begon zijn werkzame carrière bij het centrum De Populier, in 1976, toen eveneens het geesteskind van Oosterhuis. Hij brak daarvoor zijn studie theologie aan de inmiddels opgeheven Katholieke Theologische Hogeschool in Amsterdam af. Later verhuisde hij mee naar De Balie, bij het Leidseplein waar de Populier een kortstondige fusie mee aanging en waar ten dele dezelfde programma’s draaiden. Daar bleef hij tot 1988.
In dat jaar maakte Divendal de overgang naar de redactie van Trouw , waar hij verschillende functies bekleedde, onder meer als chef van de Podium- en van de Kunstredactie. In 2001 verliet Divendal Trouw om vervolgens hoofdredacteur van De Journalist (later: Villamedia) te worden. Van 2008 tot 2009 behartigde hij de persvoorlichting van Greenpeace.
Divendal stamde uit een rooms, intellectueel nest met twaalf broers en zusters. Hij was een zoon van Herman Divendal, journalist en verbonden aan de Actie voor God ('Postbus 2, Heemstede', destijds een begrip), wiens voetsporen hij in zekere zin volgde. Van moederskant (Henriëtte Belinfante) strekten zijn wortels in de journalistiek zelfs generaties terug.
Het laatste artikel van Divendal verscheen in maart 2010 in het tijdschrift Roodkoper, gelieerd aan de Rode Hoed, onder hoofdredacteurschap van Oosterhuis: Bijna is het zover – Nederland is aan het verbouwen.

## Boeken
Joost Divendal schreef verschillende boeken, waaronder:
- Een passie voor Venetië (Rainbow Pockets, ISBN 90 417 0410 8)
- De laatste doge van Venetië (Meulenhoff, ISBN 978 90 290 8356 0)
- Nicolosia, (Meulenhoff ISBN 90 290 7474 4)
- Emmy J. Belinfante (1875-1944) – tussen rook, alcohol en mannen (samen met partner Henriëtte Lakmaker) (Balans, ISBN 978 90 5018 463 2)